# Mariska Kramer-Postma
Mariska Kramer-Postma (Twijzelerheide, 26 april 1974) is een Nederlandse triatlete, duatlete en atlete. Ze werd tweemaal Nederlands kampioene op de duatlon en eenmaal Nederlands kampioene triatlon op de lange afstand. Ze nam verschillende keren deel aan een Ironman, waarbij ze tweemaal als winnares uit de bus kwam.

## Loopbaan
Kramer-Postma raakte geïnspireerd door de AVRO-beelden van de triatlon van Almere. In 1995 deed ze voor het eerst mee aan deze wedstrijd, terwijl dit pas haar derde triatlon was die ze ooit deed. Haar eerste succes boekte ze in 1996 met het behalen van een zilveren medaille op het NK triatlon op de middenafstand in Limburg.
In 2001 won ze de triatlon van Stein en in 2003 en 2004 werd ze tweede bij deze wedstrijd.
In 2005 werd ze 42e vrouw tijdens de Ironman Hawaï. Sinds 2005 maakt Kramer-Postma deel uit van Nederlandse Triatlon Bond selectie. In dat jaar won ze ook de Ironman France en werd ze geëerd met de Thea Sybesma Award. Een jaar later werd ze tweede in Nice.
Sinds 2006 is ze professioneel triatlete, woont in Drachten en is getrouwd met triatleet Sjaco Kramer.
Na blessureleed in 2006 en 2007 heeft Mariska Postma-Kramer in 2008 weer aansprekende resultaten geboekt, zoals de winst in de marathon van Jacksonville, Florida (USA) in een nieuw persoonlijk record van 2:45.23, het Nederlands kampioenschap op de (triatlon) lange afstand in Stein en een tweede plaats op het wereldkampioenschap lange afstand (duathlon) in het Belgische Geel.
Vanaf 2010 richt Mariska Kramer-Postma zich primair op de wegatletiek en heeft zij haar triathlon en duathlon wedstrijdcarrière afgesloten. Binnen de wegwedstrijdatletiek richt zij zich voornamelijk op de marathon afstand.

## Titels
- Nederlands kampioene duatlon - 1999, 2009
- Nederlands kampioene triatlon op de lange afstand - 2008

## Persoonlijke records
| Onderdeel      | Prestatie | Datum            | Plaats       |
| -------------- | --------- | ---------------- | ------------ |
| 10 km          | 33.57     | 1 september 2013 | Tilburg      |
| halve marathon | 1:13.52   | 16 oktober 2011  | Columbus     |
| 30 km          | 1:56.22   | 15 februari 2004 | Schoorl      |
| marathon       | 2:35.46   | 20 november 2011 | Philadelphia |

## Prestaties

### triatlon
- 1996:  NK middenafstand in Stein - onbekende tijd
- 1998:  NK middenafstand in Stein - 4:49.17
- 1998:  NK lange afstand in Almere - 9:54.57
- 1999:  NK middenafstand in Nieuwkoop - 4:39.39
- 1999:  Triatlon van Veenendaal - 2:09.44
- 2000:  NK lange afstand in Almere - 9:54.13
- 2001:  triatlon van Stein - 6:21.17
- 2001: 17e WK lange afstand in Fredericia - 10:31.15
- 2002:  NK lange afstand in Almere - 10:20.09
- 2003:  NK middenafstand in Nieuwkoop - 4:30.16
- 2003:  Triatlon van Veenendaal - 2:08.31
- 2003:  NK lange afstand in Stein - 6:28.50
- 2003: 7e Ironman Florida (1e age grouper) - 9:53.30
- 2003:  triatlon van Almere - 10:08.00
- 2004:  NK lange afstand in Stein - 6:29.26
- 2004: 13e Challenge Roth - 10:05.46
- 2004: 34e Ironman Hawaï - 11:01.22
- 2005:  Ironman France - 10:12.29
- 2005:  triatlon op de middenafstand in Immenstadt im Allgäu
- 2005: 44e Ironman Hawaï - 10:21.51
- 2006: 6e Halve triatlon van Fredericia - 4:43.50
- 2006: DNF Ironman Lanzarote
- 2006:  Ironman France - 10:04.19
- 2006: 55e Ironman Hawaï - 10:23.32
- 2007: 5e overall Marc Herremans classic 70.3 Ironman Antwerpen
- 2007:  triatlon op de middenafstand in Immenstadt im Allgäu
- 2007:  Ironman Louisville - 10:24.14
- 2007: DNF Ironman Florida
- 2008:  NK lange afstand in Stein - 6:28.49
- 2008:  Ironman Louisville Kentucky - 9:54.17
- 2009:  NK middenafstand in Nieuwkoop - 4:26.26
- 2009: 8e Ironman 70.3 Steelhead - 4:35.55
- 2009: 6e Ironman Louisville - 10:01.48

### duatlon
- 1999:  NK duatlon in Venray - 3:14.54
- 2004: 6e WK duatlon op de lange afstand in Fredericia - 6:06.37 (6e of 7e??)
- 2004:  EK Powerman (Open NK) (Venray) - 3:11.24
- 2005: 8e WK Powerman in Zofingen - 8:01.58
- 2005: 9e WK duatlon op de lange afstand in Barcis - 4:29.33
- 2005: 4e EK Powerman /  NK duatlon op de lange afstand in Venray - 3:10.05
- 2005:  Powerman in Geel
- 2006:  NK duatlon op de lange afstand in Horst aan de Maas - 3:13.00
- 2006:  Powerman in Geel - 3:07.08
- 2007: 13e WK duatlon op de lange afstand in Richmond - 3:55.28
- 2007:  Powerman in Geel - 2:58.17
- 2008:  NK duatlon op de lange afstand in Horst aan de Maas - 3:16.08
- 2008:  WK duatlon op de lange afstand in Geel - 3:46.46
- 2008:  Internationale duathlon Lanzarote - 1:07.25
- 2008:  Memorial Benny Vansteelant, ITU duathlon Torhout - 2:59.42
- 2008:  Intervall-duathlon in Zofingen - 1:38.28
- 2009:  NK duatlon in Tilburg - 2:03.10
- 2009:  Powerman Germany - 3:46.55
- 2009:  Powerman Luxemburg - 3:22.39
- 2010: 4e Duatlon van Lanzarote - 1:04.04

### atletiek (marathon)
- 1995:  marathon van Amsterdam - 3:13.38
- 1996:  Groet uit Schoorl Run - 3:12.58
- 1997:  Berenloop - 3:05.31
- 1998:  Berenloop - 3:02.53
- 1999:  Berenloop - 2:59.18
- 2000:  Berenloop - 2:57.09
- 2001:  Berenloop - 3:00.43
- 2002:  Berenloop - 2:53.00
- 2003:  marathon van Almere - 2:53.38
- 2004:  Berenloop - 2:52.54
- 2005:  Berenloop - 2:55.28
- 2007:  NK in Rotterdam - 2:50.39
- 2008:  marathon van Jacksonville - 2:45.23
- 2008: 4e marathon van Philadelphia - 2:51.33
- 2010: 6e marathon van Jacksonville - 2:44.29
- 2010:  marathon van Louisville - 2:50.12
- 2010:  marathon van Leeuwarden - 2:48.08
- 2010:  marathon van Philadelphia - 2:38.55
- 2011:  marathon van Leiden - 2:46.17
- 2011:  Berenloop - 2:54.08
- 2011:  marathon van Philadelphia - 2:35.46
- 2012:  Slachtemarathon - 2:41.42
- 2013:  NK in Eindhoven - 2:38.32 (4e overall)
- 2014:  marathon van Miami - 2:49.28

### atletiek (overig)
- 2003:  Asselronde in Apeldoorn (27,5 km) - 1:47.27
- 2004:  Groet uit Schoorl Run (30 km) - 1:56.22
- 2005: 11e NK 10 km (Schoorl) - 36.21
- 2006:  Asselronde in Apeldoorn (27,5 km) - 1:50.22
- 2007: 7e Montferland Run - 55.38
- 2008: 8e halve marathon van Egmond - 1:20.13
- 2008:  NK 10 km in Schoorl - 35.06
- 2008:  halve marathon van Leeuwarden - 1:19.24
- 2008: 8e Bredase Singelloop - 1:19.26
- 2008:  Zandvoort Circuit Run - 44.30
- 2008:  Berenloop 21,1 km - 1:16.40
- 2010: 7e Groet uit Schoorl Run (10 km) - 35.03
- 2010: 5e Zandvoort Circuit Run - 44.05
- 2010:  Drenthe Marathon - 35.54
- 2010:  halve marathon van St. Louis - 1:17.23
- 2010: 4e NK in Tilburg - 34.51
- 2010: 15e Dam tot Damloop - 58.08
- 2010:  halve marathon van Columbus - 1:14.42
- 2010:  NK in Breda - 1:17.31 (4e overall)
- 2010: 15e Dam tot Damloop - 58.10
- 2011: 5e Groet Uit Schoorl Run (10 km) - 34.26
- 2011:  Zandvoort Circuit Run - 42.45
- 2011: 5e City-Pier-City Loop - 1:14.24
- 2011: 4e NK 10 km te Tilburg - 34.29
- 2011:  halve marathon van Columbus, Oh - 1:13.52
- 2011:  halve marathon van Leeuwarden - 1:15.55
- 2011: 8e Stadsloop Appingedam - 35.38,3
- 2012: 5e City-Pier-City Loop - 1:15.41
- 2012: 17e halve marathon van Egmond - 1:18.11
- 2012: 12e Dam tot Damloop - 56.48
- 2012: 19e Tilburg 10 km - 35.10
- 2012: 17e Zevenheuvelenloop - 54.41
- 2012: 5e Zandvoort Circuit Run - 43.52
- 2012:  Sneek-Bolsward-Sneek (20 km) - 1:14.58
- 2013: 6e Nederlands kampioenschap 10 km - 34.17

## Onderscheidingen
- Sportvrouw van het jaar Smallingerland - 2002, 2003, 2004, 2005, 2007, 2008, 2009, 2010
- Thea Sybesma Award - 2005